# معاملة المثليين في سانت فينسنت والغرينادين
قد يواجه الأشخاص من المثليين والمثليات ومزدوجي التوجه الجنسي والمتحولين جنسياً (اختصاراً: LGBT) في سانت فينسنت والغرينادين تحديات قانونية لا يواجهها غيرهم من المغايرين جنسيا. يعتبر النشاط الجنسي المثلي جريمة جنائية بعقوبة تصل حتى 10 سنوات سجنا، يميل الرأي العام إلى معارضة حقوق المثليين، وهذا هو السبب في أن مجتمع المثليين لا يتمتع بالحماية من التمييز، ولا يتم تضمينه في قوانين جرائم الكراهية. كما أنه لا يعترف قانونيا بالعلاقات المثلية بأي شكل من الأشكال، سواء أكان زواجًا أو شراكات، ولذلك فالمنازل التي يعيش فيها الشركاء المثليون غير مؤهلة للحصول على نفس الحماية القانونية المتاحة للأزواج المغايرين.

## قانونية النشاط الجنسي المثلي

القوانين المتعلقة بالمثلية الجنسية في جزر الأنتيل الصغرى.
زواج المثليين
الاعتراف بزواج المثليين المنعقد في الخارج فقط، دون الاعتراف بعقده في الداخل
شكل آخر من أشكال الاعتراف القانوني
لا اعتراف، أو غير معروف
المثلية الجنسية غير قانونية، لكن القانون لايتم تطبيقه
المثلية الجنسية غير قانونية

المثلية الجنسية غير قانونية في سانت فينسنت والغرينادين. تنص المادة 148 من القانون الجنائي على أن:
تنص المادة 146 من «القانون الجنائي 1990» على أن:
في مايو 2019، بعد أن وقع ضحية لهجوم بسبب معاداة المتحولين جنسيا في أبريل 2019، تم سحب تهمة الاحتيال ضد ليسوان ستيوارت، وهو مراهق «مثلي الجنس» «يلبس ملابس النساء» اتهم بالاحتيال على رجل لأنه تظاهر بأنه امرأة، لم يقدم المدعي أي سبب للقرار.

## ملخص
| قانونية النشاط الجنسي المثلي                                                             | للذكور (العقوبة: السجن لمدة تصل إلى 10 سنوات)/ للإناث |
| المساواة في السن القانوني للنشاط الجنسي                                                  | / للإناث                                              |
| قوانين مكافحة التمييز في التوظيف                                                         | No                                                    |
| قوانين مكافحة التمييز في توفير السلع والخدمات                                            | No                                                    |
| قوانين مكافحة التمييز في جميع المجالات الأخرى (تتضمن التمييز غير المباشر، خطاب الكراهية) | No                                                    |
| قوانين مكافحة أشكال التمييز المعنية بالهوية الجندرية                                     | No                                                    |
| زواج المثليين                                                                            | No                                                    |
| الاعتراف القانوني بالعلاقات المثلية                                                      | No                                                    |
| السماح بالتبني للشخص العازب بغض النظر عن التوجه الجنسي                                   | No                                                    |
| تبني أحد الشريكين للطفل البيولوجي للشريك الآخر                                           | No                                                    |
| التبني المشترك للأزواج المثليين                                                          | No                                                    |
| يسمح للمثليين والمثليات الخدمة علناً في القوات المسلحة                                    | ليس لديها جيش                                         |
| الحق بتغيير الجنس القانوني                                                               | No                                                    |
| علاج التحويل محظور على القاصرين                                                          | No                                                    |
| الحصول على أطفال أنابيب للمثليات                                                         | No                                                    |
| الأمومة التلقائية للطفل بعد الولادة                                                      | No                                                    |
| تأجير الأرحام التجاري للأزواج المثليين من الذكور                                         | No                                                    |
| السماح للرجال الذين مارسوا الجنس الشرجي التبرع بالدم                                     | No                                                    |